# Pandaka pusilla
Pandaka pusilla é uma espécie de peixe da família Gobiidae e da ordem Perciformes.

## Morfologia
- Os machos podem atingir 1,7 cm de comprimento total e as fêmeas 1,55.[4][5]

## Habitat
É um peixe de clima tropical e demersal.

## Distribuição geográfica
É encontrado no Oceano Pacífico ocidental central: Indonésia e nas Filipinas.

## Observações
É inofensivo para os humanos.